# Daniel Kipchirchir Komen
Ne doit pas être confondu avec Daniel Kipngetich Komen, athlète kényan pratiquant le 3 000 et le 5 000 mètres
Daniel Kipchirchir Komen (né le 27 novembre 1984 à Chemorgong) est un athlète kényan spécialiste du 1 500 mètres. 

## Carrière
Le début de la saison 2005, ainsi que le forfait annoncé de Hicham El Guerrouj en font l'un des favoris pour le titre mondial lors des Championnats du monde d'athlétisme 2005 à Helsinki. Mais, insuffisamment expérimenté, il se fait surprendre lors du premier tour des séries et ne se qualifie pas pour les tours suivants.
En 2006, Daniel Kipchirchir Komen remporte la médaille d'argent du 1 500 m lors des Championnats du monde en salle de Moscou, s'inclinant avec le temps de 3 min 42 s 55 face à l'Ukrainien Ivan Heshko. Fin juillet, au Golden Gala de Rome, il bat son record personnel en 3 min 29 s 02, signant la meilleure performance mondiale de l'année 2006.
Vainqueur de la Finale mondiale d'athlétisme 2007 en 3 min 37 s 96, devant le Français Mehdi Baala, il remporte une nouvelle médaille d'argent à l'occasion des Championnats du monde en salle 2008 de Valence, en Espagne, où il s'incline face à l’Éthiopien Deresse Mekonnen.

### Palmarès

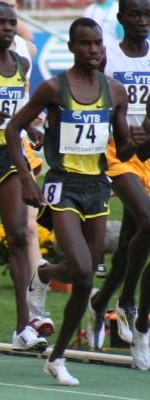
Daniel Kipchirchir Komen lors de la Finale mondiale de l'athlétisme 2007.

| Date | Compétition                    | Lieu      | Résultat | Performance |
| ---- | ------------------------------ | --------- | -------- | ----------- |
| 2005 | Finale mondiale d'athlétisme   | Monaco    | 5e       | 1 500 m     |
| 2006 | Championnats du monde en salle | Moscou    | 2e       | 1 500 m     |
| 2007 | Finale mondiale d'athlétisme   | Stuttgart | 1er      | 1 500 m     |
| 2008 | Championnats du monde en salle | Valence   | 2e       | 1 500 m     |

### Records
| Épreuve         | Performance   | Lieu      | Date            |
| --------------- | ------------- | --------- | --------------- |
| 1 500 m         | 3 min 29 s 02 | Rome      | 14 juillet 2006 |
| 1 500 m (salle) | 3 min 33 s 08 | Karlsruhe | 13 février 2005 |